# Niord
En la mitologia escandinava, Niord (en norrè Njǫrðr) és el déu del vent, la terra costanera fèrtil, els mariners, la navegació i la pesca. És el pare dels bessons Freire i Freia, deïtats de la fertilitat.

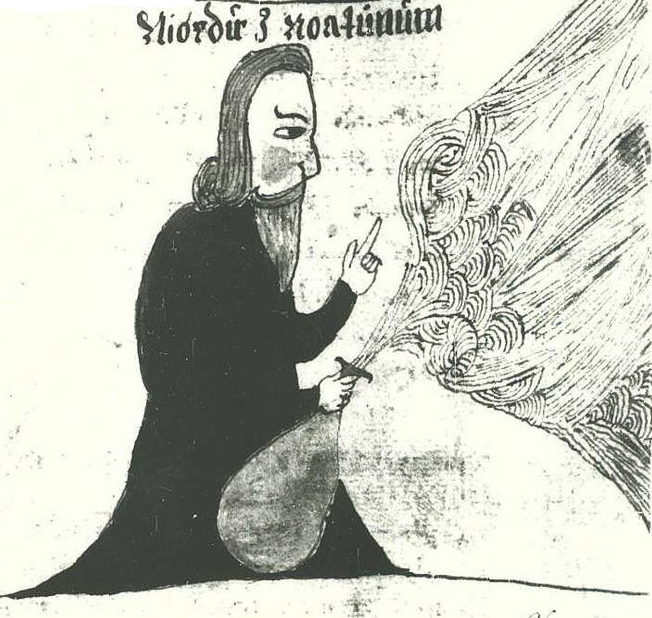
Déu Niord, en un manuscrit islandès